# Бронислав Громбчевски
Бронѝслав Громбчѐвски (на полски: Bronisław Grąbczewski; на руски: Бронислав Людвигович Громбчевский) е виден полско-руски топограф, етнограф, географ, генерал лейтенант от Руската войска, изследовател на Централна Азия, ръководител научни експедиции в Хиндукуш, Кашгария, Тибет, Афганистан и Памир.

## Биография

### Произход и младежки години (1855 – 1885)
Роден на 15 януари 1855 година в семейното имение в Ковненска губерния (сега в района на град Каунас, Литва). Баща му, активен участник в Полското въстание от 1863 г. е интерниран в Сибир, а имуществото и имението са конфискувани, което налага майка му, заедно с останалите роднини да се премести във Варшава, където Громбчевски постъпва в 4-та руска класическа гимназия. След завършването ѝ е приет в Минния институт в Санкт Петербург, но през 1873 г. още не завършил пълния курс на обучение напуска и постъпва в Лейбгвардейския Кексхолмски гренадирски полк, от където е командирован във Варшавското пехотно училище. След завършването на училището с чин прапоршчик се завръща в полка.
По това време е прието всички офицери служещи в гвардейски формирования да заплащат годишна такса, която Громбчевски поради липса на средства не може да заплати и подава рапорт за преместване в армейската пехота. Рапортът му е уважен и през март 1876 е преместен в 14-и Туркестански линеен батальон, а след това в щаба на Туркестанския военен окръг, където известно време е ординарец на генерал Михаил Дмитриевич Скобелев и участва в алайските военни походи. През цялото това време Громбчевски отлично научава узбекски, таджикски и персийски езици, които много му помагат в по-късните му експедиции в Централна Азия.

### Експедиционна дейност (1885 – 1892)
През 1885 г., в качеството си на старши офицер за особени поръчения при военния губернатор на Фергана, Громбчевски провежда изследвания по границата с Китай, в Кашгария и пограничните райони на Тяншан, а през 1886 г. в Централен Тяншан и басейна на река Нарин (горното течение на река Сърдаря). За постигнатите резултати от тези експедиции Громбчевски е награден със сребърен медал от Руското географско общество.
След завършването на експедициите Громбчевски постъпва в астрономическия факултет на Петербургския университет, където придобива теоретически и практически умения в областта на топографията, геодезията и картографията. След приключване на образованието си отново се завръща в Туркестан.
През лятото и есента на 1888 г. извършва експедиция от Маргилан през проходите на Памир до река Гилгит (десен приток на Инд). На обратния път изследва масива Музтагата (7548 м, 38°16′ с. ш. 75°10′ и. д. / 38.266667° с. ш. 75.166667° и. д.) и редица леви притоци на река Раскемдаря (в долното течения се нарича Яркенд, дясна съставяща на Тарим), в т.ч. река Ташкурган.
През лятото на 1889 г. отново прониква в басейна на Раскемдаря и през октомври и ноември изследва хребетите Раскем (6482 м) и Тохтакорум (5419 м), разположени източно от реката и по река Кирчинбулак (ляв приток на Раскемдаря) достига подножието на връх Чогори (Годуин-Остин, К2, 8611 м) и открива северната част на хребета Агил-Каракорум (7693 м). В края на ноември открива и изследва изворите на река Тизнаф (десен приток на Яркенд), а през декември по река Каракаш (лява съставяща на Хотан) се изкачва в Тибет и покрай десния бряг на реката открива мощния хребет Карангутаг (7160 м), явяващ се вододел между Каракаш и Юрункаш (дясна съставяща на Хотан).
През пролетта на 1890 г. се изкачва по река Керия до изворите ѝ (открити от него) и покрай десния бряг на реката открива хребета Устюнтаг (6920 м), а покрай левия – Люшишан (7160 м).
През 1892 г. участва в Памирската военна експедиция на полковник Йонов, а след това е началник на Ошкия уезд на Ферганска област. През 1893 г. е произведен в чин полковник. За постигнатите резултати от тези експедиции (1888 – 1892) Громбчевски е награден със златен медал от Руското географско общество.

### Следващи години (1893 – 1926)
През 1900 г. Громбчевски е произведен в генерал-майор и назначен за граждански комисар на Квантунската област в Китай. От 1903 до 1905 г. е губернатор на Астраханска губерния и управителен атаман на астраханската казашка войска. От 1905 г. е в оставка. През 1908 – 1909 г. е представител на руския „Червен кръст“ в Мароко по време на войната на Испания и Франция с местните въстаници.
След завършването на войната се връща в Полша, работи в Държавния институт по метеорология. Чете лекции по география, написва множество трудове за своите пътешествия в Централна Азия.
Умира във Варшава на 27 февруари 1926 година на 71-годишна възраст.

## Съчинения
- Отчет о поездке в Кашгар и Южную Кашгарию. Новый Маргелан, 1887.
- Современное политическое положение памирских ханств и пограничной линии с Кашмиром. Новый Маргелан, 1891.
- Наши интересы на Памире. Военно-политический очерк. Новый Маргелан, 1891.
- Kaszgaria. Kraj i ludzie. Warszawa, 1924.
- Przez Pamiry i Hindukusz do źródeł rzeki Indus. Warszawa, 1925.
- W pustyniach Raskemu i Tibetu. Warszawa, 1925.
- Na służbie rosyjskiej. Warszawa, 1926.
- Podróże po Azji Środkowej. Warszawa, 1958.